# Pneumodermopsis pupula
Pneumodermopsis pupula is een slakkensoort uit de familie van de Pneumodermatidae. De wetenschappelijke naam van de soort is voor het eerst geldig gepubliceerd in 1926 door Pruvot-Fol.